# Lysandra leucophthalma
Lysandra leucophthalma är en fjärilsart som beskrevs av Hermann Stauder 1923. Lysandra leucophthalma ingår i släktet Lysandra och familjen juvelvingar. Inga underarter finns listade i Catalogue of Life.